# قزمة الدب الأكبر الأولى
قزمة الدب الأكبر الأولى هي مجرة قزمة كروية (dSph) صغيرة تابعة لدرب التبانة في كوكبة الدب الأكبر. تبعد المجرة عن الأرض مسافة تقدر بحوالي 330,000 سنة ضوئية (100 kpc) وهذا يقارب ضعف المسافة إلى سحابة ماجلان الكبرى. أكتشفت المجرة بواسطة الفلكي الأمريكي بيث ويلمان في 2005.
اعتبارا من عام 2006، قزمة الدب الأكبر الأولى هي ثالث أقل المجرات المعروفة سطوعا، بعد مجرة العواء القزمة وقزمة الدب الأكبر الثانية بقدر مطلق مقدر بحوالي −6.75 وهذا يعني أنها أقل ضياء من بعض النجوم، مثل ذنب الدجاجة في درب التبانة.

## وصلة خارجية
- SIMBAD Ursa Major Dwarf